# زالينسكي (اسم)
زالينسكي   هو اسم عائلة. ومن الأشخاص البارزون الذين يحملون هذا اللقب:
- إدموند زالينسكي (1849-1909)، جندي أمريكي من أصل بولندي، مهندس عسكري ومخترع
- هنريك زالينسكي (مواليد 1938) مؤرخ بولندي.
- فويتشيش زالينسكي (مواليد 1988)  لاعب كرة طائرة بولندي.